# 엘리너 파월 (간호사)
엘리너 파월(영어: Elinor Powell, 1921년 ~ 2005년)은 제2차 세계 대전 당시 독일인 전쟁 포로와 결혼한 아프리카계 미국인 간호사였다.

## 배경
파월은 매사추세츠주 밀턴에서 나고 자랐다. 그의 할머니는 십대 때 노예 생활을 탈출한 뒤 지하철도를 통해 북쪽으로 이주하여 이곳에 자리를 잡았다. 파월의 아버지는 제1차 세계 대전에 참전하였으며, 이것은 나중에 엘리너가 미국 육군의 간호사로 입대하는 계기가 되었다.

## 경력 및 관계
1944년, 파월은 육군에 입대하여 흑인 군인과 간호사를 위한 최대 군사 시설인 애리조나주 포트 후아추카에서 기분 군사 훈련을 마쳤다. 파월은 엄격한 정원 조건 아래 육군간호대에 합류하는 것이 허용된 300명의 간호사 중 한 명이었다. 파월은 미국 육군간호대 소위로 임관하여 애리조나주 플로렌스 포로수용소에 전입하였으며, 흑인 간호사는 종전까지도 백인 군인을 치료할 수 없었기 때문에 유럽과 북아프리카에서 포로가 된 나치를 비롯한 독일군을 간호해야만 하였다. 플로렌스 수용소는 원래 백인 간호사가 투입되었지만 친목 행위를 막기 위해 흑인 간호사로 교체되었으며, 많은 수용소가 엄격한 분리 정책을 시행하였다.
이러한 제한에도 불구하고 파월은 이탈리아에서 붙잡힌 빈 출신 루프트바페 의무병 독일인 포로 프레데리크 알베르트와 사랑에 빠졌다. 이러한 관계는 파월이 군법회의에 회부될 수 있기에 매우 위험한 일이었다. 파월은 알베르트가 요리사로 할당된 급식소에서 그를 만났다. 1946년 4월 알베르트가 석방되어 추방되기 직전에 파월은 아들을 임신하였고, 알베르트는 이듬해 비자를 받고 미국으로 다시 돌아와 뉴욕에서 결혼하였다. 부부는 보스턴으로 이주하였으나 다른 인종 간의 결혼이라는 이유로 차별을 받아 독일로 이주하였다. 이후 그곳에서도 사정이 나아지지 않자 미국으로 돌아와 코네티컷에 정착하게 되었다. 알베르트는 2001년 75세의 나이로 사망하였고, 엘리너는 2005년 85세의 나이로 세상을 떠났다. 부부 사이에는 두 아들 스티븐과 크리스가 있으며, 크리스는 듀크 엘링턴 오케스트라의 트럼펫 연주자가 되었다.
2018년, 알렉시스 클라크의 "Enemies in Love"라는 책을 통해 엘리너 파월과 프레드리크 알베르트의 관계가 다루어졌다.